# Dierendag
Dierendag (ook: Werelddierendag) is een dag die wereldwijd op de agenda staat als een moment waarop extra aandacht wordt besteed aan de dieren. Dierendag valt jaarlijks op 4 oktober.

## Geschiedenis

### Franciscus van Assisi
De datum van dierendag gaat terug naar de feestdag van Sint Franciscus van Assisi (4 oktober). Hij bekommerde zich om het lot van melaatsen, zwervers en andere armen, maar ook van planten en dieren. Volgens de overlevering hield hij ooit een preek voor de dieren.

### Eerste dierendag
Tijdens een internationaal congres van verenigingen voor de bescherming van dieren in mei 1929 in Wenen waar R. Spurrier, secretaris van de "National Council for Animal Welfare" de belangrijkste pleiter voor deze dag was, werd 4 oktober uitgeroepen tot Werelddierendag. Dit werd toen al in enkele steden gevierd in Amerika, Engeland, Duitsland, Oostenrijk, Australië en Indië. De eerste officiële dierendag in Nederland was op 4 oktober 1930. In Nederland werden er op die dag beschouwende artikelen geplaatst in kranten over de verhoudingen tussen mens en dier.

### Publiciteit
Sinds de jaren zestig grijpt men deze datum steeds meer aan voor het dierenrechtenactivisme. Ook werden meer activiteiten ontwikkeld om met name kinderen bij dit onderwerp te betrekken.
Ook de commercie rondom dierendag is aanzienlijk gegroeid. Zo vestigde de CPNB in 2000 de aandacht op de Kinderboekenweek (met als thema "dier") door allerlei acties met dieren (zoals huisdierkeuringen en een gratis dierenartsspreekuur) in bibliotheken te organiseren.
Op sommige basisscholen wordt op 4 oktober ook aandacht besteed aan dierendag. Op sommige scholen nemen kinderen een huisdier of knuffel mee naar school.

## Galerij

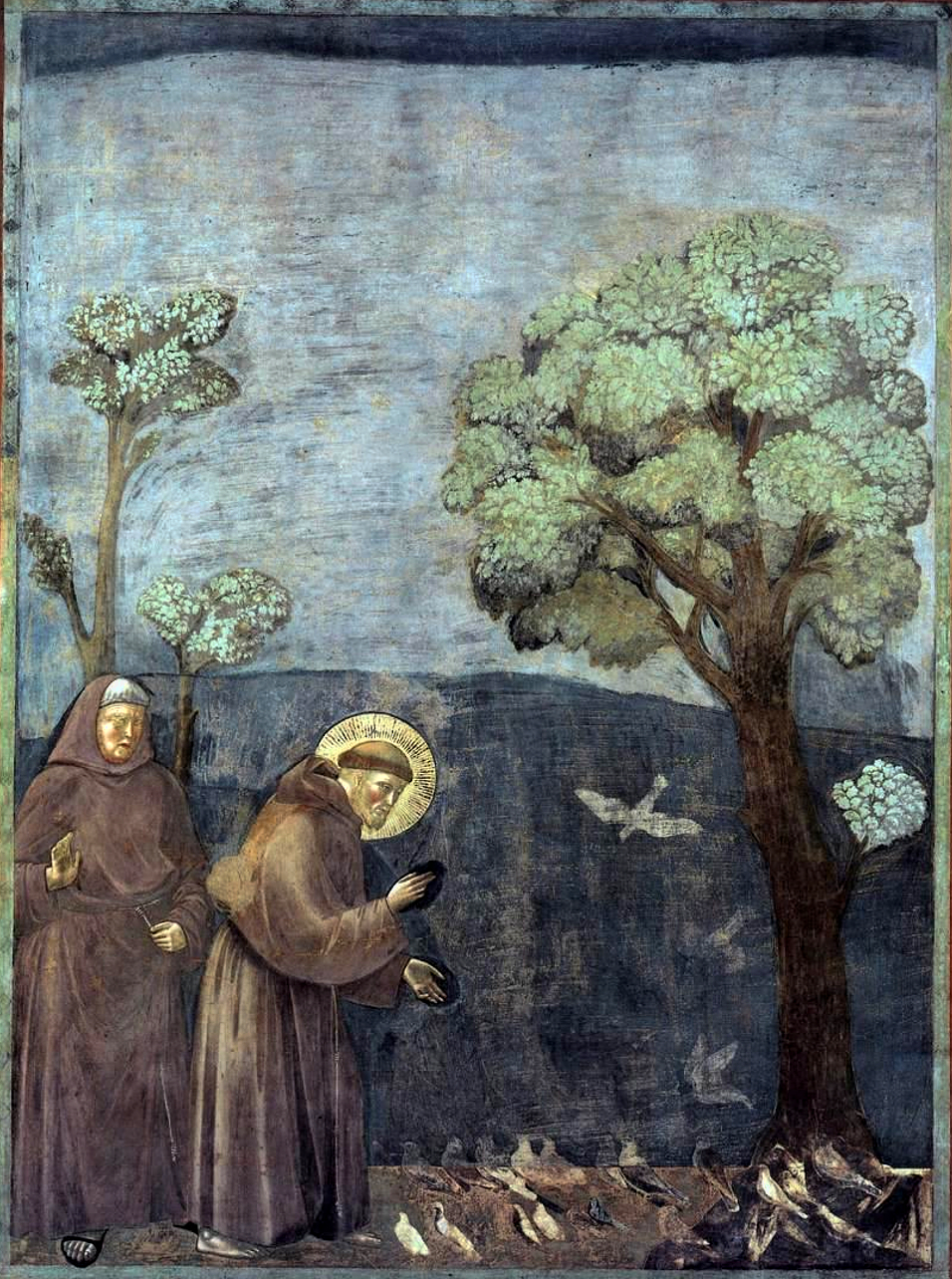
Franciscus predikt tot de vogels, Fresco van Giotto, Sint-Franciscusbasiliek (Assisi)
- Werelddierendag 1937 in het Polygoonjournaal
- Werelddierendag 1948 in Amsterdam, Polygoonjournaal
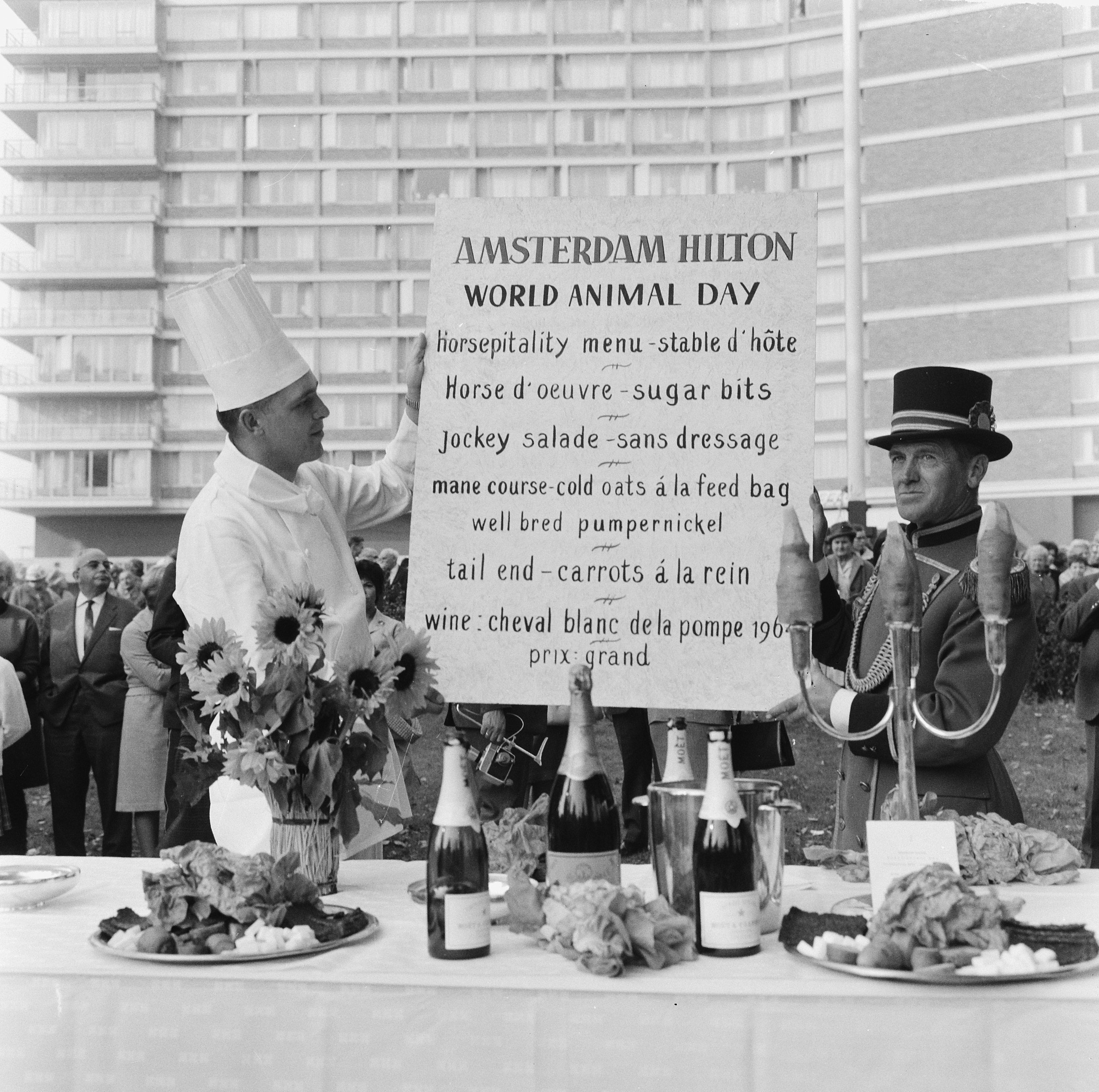
Werelddierendag 1964, Hilton Worldwide
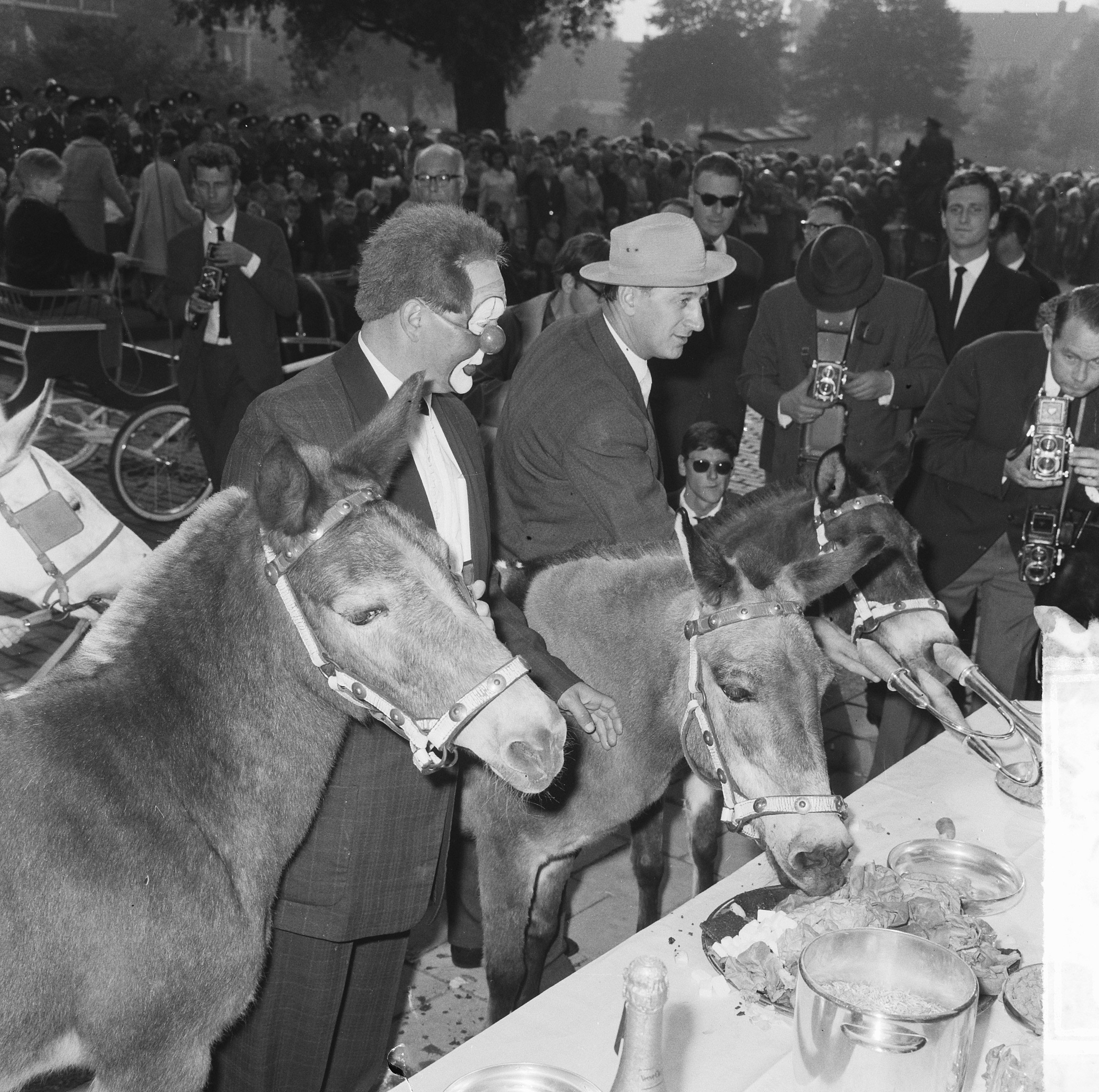
De voedertafel, 1964